# Hycleus diversipilis
Hycleus diversipilis là một loài bọ cánh cứng trong họ Meloidae. Loài này được Sumakov miêu tả khoa học năm 1915.